# دانيال بروكيو
دانيال بروكيو هو ممثل كندي، ولد في 28 فبراير 1980 في مونتريال في كندا.

## أعمال

### أفلام
- (1992) عودة رياح الشمال

### مسلسلات
- آرثر

## وصلات خارجية
- دانيال بروكيو على موقع IMDb (الإنجليزية)
- دانيال بروكيو على موقع قاعدة بيانات الفيلم (الإنجليزية)